# Високе-Українське
Високе-Українське (до 1946 року — Високе, рос. Высокое, пол. Wysokie) — колишнє село у Бежівській волості Житомирського повіту Волинської губернії та Високівській (Високо-Українській) сільській раді Черняхівського району Волинської округи, Київської й Житомирської областей. У 1923—60 роках — адміністративний центр колишньої однойменної сільської ради.

## Населення
За довідником 1885 року в селі мешкало 746 осіб, налічувалося 105 дворових господарств.
Відповідно до результатів перепису населення Російської імперії 1897 року, загальна кількість мешканців села становила 1 070 осіб, з них: православних — 1 061, чоловіків — 531, жінок — 539.
У 1906 році налічувалося 1 207 мешканців, дворів — 209, у 1923 році — 1 540 мешканців, дворів — 183.

## Історія
Неподалік села виявлено поселення та поховання доби міді. Згадується з 1584 року. Відповідно до перепису податків Київського воєводства, у 1628 році Стефан Немирич платив з Високого від 3 димів. У 1648 році село також належало до Стефана Немирича. Згадується у люстрації Київського воєводства 1754 року як село Черняхівського замку, сплачувало з 60 дворів 9 злотих і 1,5 грошів до замку та 37 злотих і 16 грошів до скарбу.
У другій половині 19 століття — село Бежівської волості Житомирського повіту Волинської губернії, за 20 верст від Житомира, за 9 верст від найближчої поштової станції у Черняхові, за 65 верст від найближчої залізничної станції Бердичів, західніше житомирсько-черняхівського тракту. Дерев'яну, на кам'яному підмурівку, церкву збудовано 1861 року за кошти вірян. При церкві 45 десятин сіножатей та 3 десятини ріллі. Дворів 113, вірян 908, римокатоликів-чехів — 139 осіб обох статей. До парафії приписана церква у Осниках, за 4 версти. Сусідня парафія — Забріддя (4 версти). Раніше в селі була філія католицької парафії Житомира. Чехи, які тут проживали, займалися хмелярством.
За довідником 1885 року — колишнє власницьке село Бежівської волості Житомирського повіту Волинської губернії. Були церковна парафія, школа, заїзд.
У 1906 році — село Бежівської волості (7-го стану) Житомирського повіту Волинської губернії. Відстань до губернського та повітового центру, м. Житомир, становила 17 верст, від волосного центру, села Бежів — 8 верст. Найближче поштово-телеграфне відділення розміщувалося у Черняхові.
У 1923 році включене до складу новоствореної Високівської сільської ради, яка 7 березня 1923 року увійшла до складу новоутвореного Черняхівського району Житомирської (згодом — Волинська) округи, адміністративний центр ради. Розміщувалося за 12 верст від районного центру, містечка Черняхів.
7 червня 1946 року село перейменоване на Високе-Українське, відповідно сільська рада — на Високо-Українську. 29 червня 1960 року, відповідно до рішення Житомирського облвиконкому № 683 «Про об'єднання деяких населених пунктів в районах області», об'єднане із с. Високе.

## Відомі люди
- Заглада Надія Григорівна (1894—1977) — передовик сільського господарства, Герой Соціалістичної Праці.